# Bulbophyllum medusae
Bulbophyllum medusae es una especie de orquídea epifita originaria del Sudeste de Asia.    

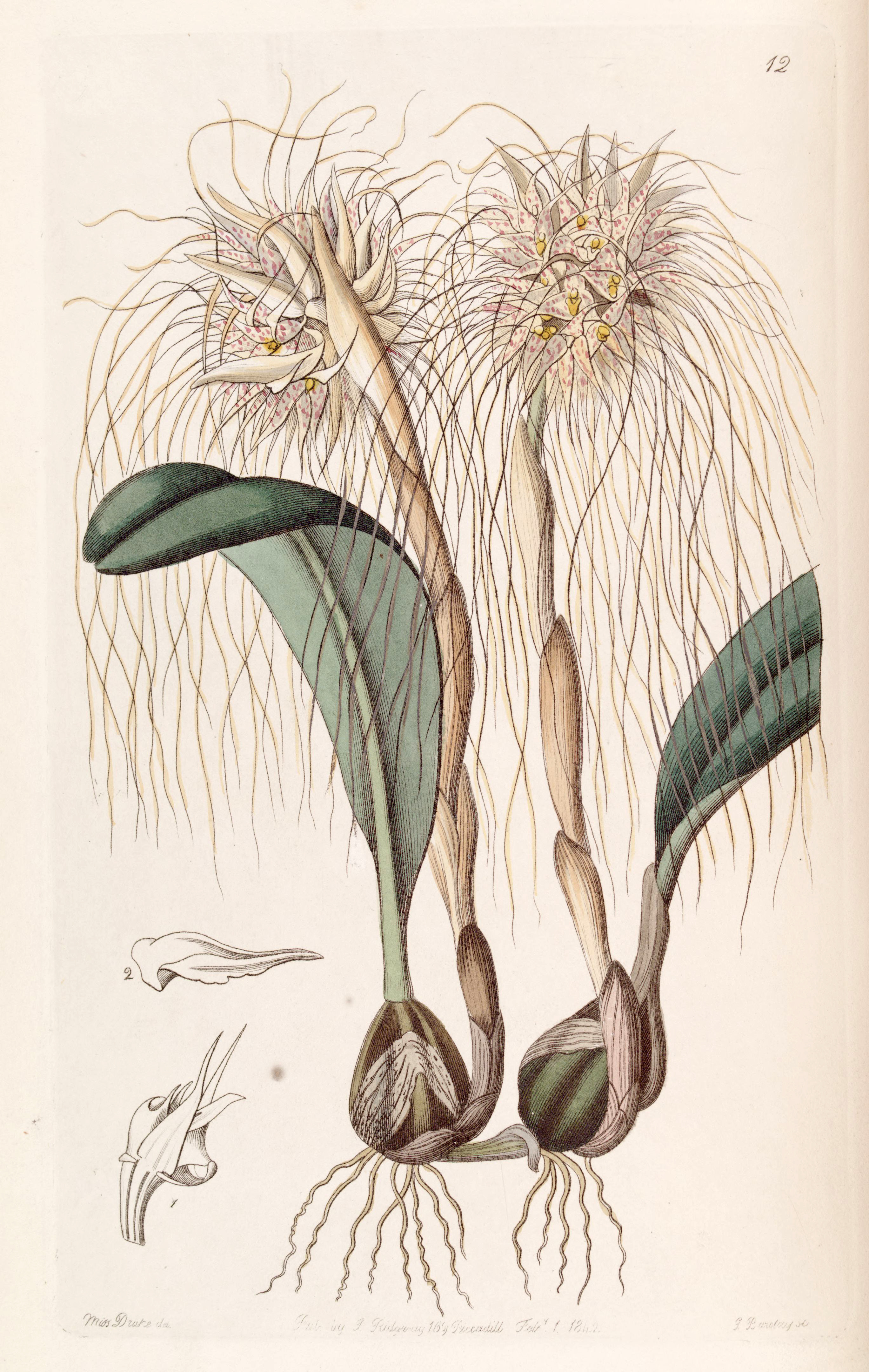
Ilustración

## Descripción
Es una  orquídea de tamaño pequeño, de crecimiento cálido con hábitos epífitas   y   con pseudobulbos que llevan una sola hoja, apical. Florece en el otoño y el invierno en una inflorescencia de  20 cm  de largo, erguida, inflorescencia bracteada resultante de un pseudobulbo de reciente formación, con las flores en una umbela, fragante aunque de mal olor, que aparecen poco más allá de la altura de la hoja. Esta especie crece bien en cestas o macetas con temperaturas calientes, media sombra, agua regular y fertilizantes y una buena circulación de aire.

## Distribución y hábitat
Se encuentra en Tailandia, Malasia, Borneo, Islas de la Sonda Menores y Sumatra, donde se encuentra en los bosques de tierras bajas en las elevaciones de nivel del mar a 400 metros en los troncos y ramas principales de los árboles.   

## Taxonomía
Bulbophyllum medusae fue descrita por (Lindl.) Rchb.f.   y publicado en Annales Botanices Systematicae 6: 262. 1864.
Etimología
Bulbophyllum: nombre genérico que se refiere a la forma de las hojas que es bulbosa.
medusae: epíteto latino que significa "medusa" (mitológica Gorgona con una cabeza de serpientes).
Sinonimia
- Cirrhopetalum medusae Lindl.
- Phyllorchis medusae (Lindl.) Kuntze
- Phyllorkis medusae (Lindl.) Kuntze	[3][4]